# Dietopsa castaneifrons
Dietopsa castaneifrons là một loài nhện trong họ Thomisidae.
Loài này thuộc chi Dietopsa. Dietopsa castaneifrons được Eugène Simon miêu tả năm 1895.